# رومان أبراموفيتش
رومان أركاديفتش أبراموفيتش (بالروسية:Рома́н Арка́дьевич Абрамо́вич) ملياردير روسي يهودي ولد في 24 أكتوبر 1966م وهو أحد أباطرة النفط والألومونيوم والصلب في روسيا. وهو مالك نادي تشيلسي الإنجليزي السابق كما أنه المالك الرئيسي أيضاً لشركة Millhouse Capital للاستثمار ويعتبر أحد أبرز رموز الأوليجاركية في روسيا. عام 2006 قدرت مجلة فوربس ثروته بنحو 18.2 مليار دولار، في حين قدرتها مصادر أخرى عام 2007 بنحو 21 مليار دولار، ما يجعله أغنى رجل في روسيا وثاني أغنى رجل في بريطانيا  كما أنه أحد أصغر مليارديرات العالم عمراً.أبراموفيتش مشهور في خارج روسيا بكونه كان مالك نادي تشيلسي الإنجليزي. يقيم اليوم في روسيا وبريطانيا،
ولد لأسرة يهودية في ساراتوف في روسيا زمن الاتحاد السوفيتي السابق. نشأ في طفولته يتيم الأبوين كما لم يكمل تعليمه الجامعي. مطلق ولديه 5 أطفال. قام في بداية تسعينات القرن العشرين بجمع ثروته الهائلة عبر سلسلة من الصفقات التي أثارت الكثير من الجدل حولها. في عام 1995 قام مع بوريس بيريزوفسكي بالاستحواذ على شركة النفط الروسية العملاقة السابقة سيبنفت مقابل دفع جزء صغير من قيمتها السوقية. عام 2000 قام بيريزوفسكي بالفرار من قضايا تحايل لاحقته في روسيا، وقام الأخير ببيع حصته في الشركة لأبراموفيتش.
و قد قام بشراء نادي تشيلسي الإنكليزي
في الأعوام 2003 و2004 باع حصته في قطاع الألومنيوم الروسي للملياردير أوليج دريباسكا مقابل ملياري دولار. في 2005 قام بتصفية أكبر أملاكه ببيعه حصته البالغة 72.6% من سيبنفت إلى شركة جازبروم مقابل 13 مليار دولار. لكنه في المقابل وسع استثماراته في قطاع الحديد الصلب.
عام 1999 انتخب عضواً في مجلس الدوما. ومنذ العام 2000 أصبح أبراموفيتش حاكماً لمنطقة تشوكوتكا (Chukotka) النائية في أقصى شمال شرق روسيا. وقد أعيد تنصيبه في ذات المنصب على خلاف إرادته مجدداً عام 2005. وخلال فترة إدارته تلك تبرع بقرابة مليار دولار لمشاريع عديدة لتوفير الخدمات والبنية التحتية في تلك المنطقة. لكنه في المقابل استفاد من إعفاءات ضريبية كبيرة بمئات الملايين وفرتها له تشوكوتكا.